# ПФК „Септември“ (София)
ПФК „Септември“ (София) е български професионален футболен отбор от София, основан през 1944 г.
Носител на Купата на България през 1960 г. Най-доброто класиране на „Септември“ в първенството на България е през 1959/60, когато завършва на 5-то място. Клубът има общо седем участия на най-високо ниво – през 1959/60, 1960/61, 1998/99, 2017/18, 2018/19, 2022/23 и 2024/25. Понастоящем участва във Първа професионална футболна лига. За домакинските срещи използва Националният стадион „Васил Левски“.
Цветовете на клуба са синьо, червено и бяло.

## История

### Ранни години (1944 – 1948)
Историята на „Септември“ е тясно свързана с футбола в Трети район на София. Клубовете, които участват в създаването и развитието му водят своето начало от старите столични квартали „Три кладенци“ и „Коньовица“. С извършването на социално-политическите промени в България след Деветосептемврийския преврат настъпват съответстващи изменения и в спорта. В цялата страна започва окрупняване на спортните клубове в поредица обединения. Така на 5 ноември 1944 г. в салона на дружество „Добродетел“ на ул. „Пиротска“ клубовете „Спортклуб“, „Сокол“ и „Възраждане“ се обединяват под името „Септември“.
Почти 5 месеца по-късно, на 26 март 1945 г., клубовете „Ботев“, „Устрем“, „Победа“ и „Свобода“ се вливат в „Септември“, но клубът запазва името си. Най-влиятелният сред тях е „Ботев“, който е носител на купата „Улпия Сердика“ през 1935 г., участник в Софийската дивизия. „Септември“ заема именно мястото на „Ботев“ в първенството, както и по-голямата част от играчите му. Треньори от този период са Христо Нелков – Ринджата и Димитър Димитров – Бай Мите. Най-много футболисти идват от „Ботев“ – като Иван Мутафчиев – Лигата, Стефан Боцев, Димитър Петров – Паренти и Нако Чакмаков. Сред по-известните имена от „Устрем“ са Манол Манолов, Стойне Минев и Асен Рангелов – Мути, а от „Сокол“ – Никола Божилов.

### Обединение с ЦДВ в бъдещия ЦСКА
В началото на май 1948 г. отборът на „Септември“, който е сред лидерите в Първа софийска дивизия, се слива с втородивизионния ЦДВ и приема името „Септември при ЦДВ“. Този отбор е първото име и първообраз на армейския клуб, станал известен по-късно като ЦСКА. Обединеният тим запазва мястото и набрания актив на „септемврийци“. В края на сезона той става шампион с деветима от тринадесет играчи в състава, идващи от „Септември“, като надиграва на финала „Левски“ след 1:2 и 3:1.
Под това име клубът започва и сезон 1948/49 г. в новата Републиканската футболна дивизия. Малко по-късно обаче, през януари 1949 г., преди началото на втория полусезон „Септември“ се отделя и е изваден от групата. В края на първенството е допуснат да играе в междузоналния турнир за попълване на елитната група. Там се класира за плейофите и играе срещу „Марек“, но губи в общия резултат след победа с 2:0 и загуба с 0:2, последвана от ново поражение този път с 0:1 в решителния трети мач.
Между 1949 г. и 1951 г. е разформирован поради държавната реформа във футбола и създаването на доброволните спортни организации (ДСО) в страната по съветски модел. Възстановява дейността си след януари 1952 г. като ДСО „Септември“ и съществува самостоятелно до началото на 1969 г.

### Златен период
През 1956 г. завършва на 1. място в Б група, но губи баража за влизане в А група срещу отбора на „Завод 12“ след 2:1 и 0:2. Все пак през 1959 г. отборът става шампион на Б група и този път печели директна промоция за първото си участие на най-високото ниво на българския футбол.
Сезон 1959/60 е най-успешният в историята на клуба. „Септември“ достига до финал за Националната купа, като отстранява последователно „Ботев (Враца)“ с 3:2, несъществуващия „Лудогорец“ с разгромното 6:1 и „Арда“ – 3:1. На полуфинала е надигран силният състав на „Етър“ с 3:1, който в предишните кръгове отстранява „Локомотив (София)“ и шампиона ЦСКА. Във финала на 15 юни 1960 г., игран на Националния стадион, „Септември“ се изправя срещу втородивизионния „Локомотив“ (Пловдив) и печели трофея с драматична победа с 4:3 след продължения. Головете за „септемврийци“ отбелязват Христо Джорджилов (2), Сотир Йосифов и Цветан Милев. В първенството отборът завършва на 5. място, което е най-доброто му постижение. Престоят в елита обаче продължава само две години, след като „Септември“ изпада от групата през 1961 г. На следващата година прави нов опит за завръщане в горната дивизия, но завършва на трето място в квалификационния турнир за попълване на А група.
В началото на 1969 г. при поредната държавна реформа във футбола „Септември“, който тогава играе в Б група, отново е слят с ЦСКА, наричащ се по това време ЦСКА „Червено знаме“, в ЦСКА „Септемврийско знаме“.

### Под шапката на ЦСКА „Септемврийско знаме“ (1969 – 1988)
След наложените държавни промени Българската федерация по футбол дава възможност на обединения отбор да мотивира предложение за запазване на „Септември“ като втори отбор, който да играе в Б група, без право на промоция в горната дивизия. Подобно предложение е направено и към „Левски-Спартак“ за запазването на „Спартак“. Такова решение обаче не е взето и в двата случая. Така „септемврийци“ заедно с базите, мъжкия отбор и детско-юношеската си школа са асимилирани в новия клуб.
Второто обединение продължава почти шестнадесет години – от 1969 до 1985 година, когато на 20 юни ЦСКА „Септемврийско знаме“ е разформирован по решение на ЦК на БКП след сбиване във финала за Купата на Народна република България срещу „Левски-Спартак“. ЦСКА е преименуван на „Средец“, с което отпада и препратката към „Септември“ в името.

### Възстановен клуб и завръщане в А група (1988 – 1999)
„Септември“ възстановява дейността си като самостоятелен клуб през юни 1988 г. За сезон 1988/89 се включва в Югозападната В група, но завършва на 17. място от 19 отбора и изпада в А Софийска футболна група. До 1991 г. отборът се подвизава в нея преди да успее да се върне във В група.
През 1993 г. печели убедително първото място и промоция за Б група. Така клубът заиграва отново след 1968/69 във второто ниво на българския футбол. Постепенно „Септември“ се утвърждава сред професионалистите, залагайки основно на играчи от своята школа. Отборът прекарва 5 поредни години във втория ешелон и успехът не закъснява, като през 1998 г. завършва на 1. място. По този начин клубът достига до дългоочакваното завръщане в елита за първи път от 1961 година.
Въпреки че се представя достойно, „Септември“ завършва на последното 16. място с равни точки и по-добра голова разлика от Локомотив (Пловдив), но с по-слаб общ резултат в директните мачове с него. Към добрите му резултати могат да се причислят победите над „Ботев (Пловдив)“ с 2:0 и „Нефтохимик“ с 3:1 като гост.

### Между дивизиите (1999 – 2015)
Следват два сезона в Б група, последвани от два сезона при аматьорите. Завръща се сред професионалистите през 2003 г., но не успява да запази мястото си и отново изпада. Тези участия са съпроводени с редица финансови проблеми, свързани и с невъзможността клубът да използва собствения си стадион, поради запускането на поддръжката му. Принуден е да плаща наеми и да домакинства на други столични стадиони. Остаряването на базата се отразява негативно както на мъжкия тим, така и на отборите от школата, които търсят терени около София за подготовката си.
След 2004 година клубът бележи значителен спад в представянето си. В няколко поредни години се движи между третото и четвъртото ниво на футболната пирамида. Най-голям удар получава през сезон 2007/08, когато е изваден административно от В ФГ след скандален мач с „Банско“. Следващите две години „Септември“ прекарва в южната група на ОФГ София (столица) – юг, където в два поредни сезона печели убедително първото място и правото да участва на бараж за влизане във В група. През 2009/10 печели баража, като разгромява „Левски“ (Чепинци) с 5:0 и „Бузлуджа“ (Кюстендил) с 6:0 и се завръща отново във В ФГ.
През сезон 2013/14 финансовата криза в клуба се задълбочава и в началото на пролетния полусезон отборът се оттегля от участие във В група. През следващия сезон е включен в ОФГ София (столица) – юг, като разчита основно на юноши от собствената си школа.

### Възраждане и трето участие в елита
След като близо 25 години „Септември“ е ръководен от Христо Амбукели, през май 2015 г. клубът е закупен от собственика на футболната академия „ДИТ Спорт“ Румен Чандъров и неговата ДИТ Груп. Отборът остава едва на 4. място в областната група, но през юни е обявено официално, че от следващия сезон ще се включи в Югозападната В група на мястото на оттеглящия се от участие „Конелиано“, също придобит по-рано през годината от ДИТ Груп. През лятната пауза са привлечени състезатели, като вратаря Емил Петров, Николай Николов, Илиян Гаров и Антонио Павлов, а за треньор е назначен Николай Митов. Във връзка с ангажирането на Румен Чандъров с елитния „Ботев (Пловдив)“ от април до септември 2016 г. управлението на „Септември“ временно се поема от Ваклин Чандъров.
През същия сезон „Септември“ достига за първи път в историята си до полуфиналите в Купата на аматьорската футболна лига. В драматичен мач, игран в Пловдив на 20 април, тимът отпада от „Несебър“ след 4:4 в редовното време и 3:4 при изпълнението на дузпи. В първенството „Септември“ завършва на 8 място.
След края на шампионата БФС извършва цялостна реорганизация на футболните първенства А, Б и В групите са закрити, а на тяхно място се създават Първа професионална лига, Втора професионална лига и Трета аматьорска лига В хода на тези промени подава заявка за включване във Втора лига на мястото на отказалия се да развива професионален футбол „Пирин (Разлог)“. Отборът получава професионален лиценз и се завръща при професионалистите след 12-годишно отсъствие. В началото на септември Румен Чандъров се отказва от ръководните позиции в „Ботев“ и отново насочва дейността си към развитието на „Септември“.
Сезонът е започнат силно и отборът се движи в челото. За Купата на България „Септември“ отстранява сензационно елитния „Берое“ и се класира за 1/8-финалите. Впоследствие отпада от „Дунав“.
В началото на пролетния полусезон „Септември“ излиза на върха в Б група пред основния си конкурент за промоция „Етър“. Борбата между тях е оспорвана до последния кръг, когато „Септември“ изпуска шанса да измести виолетовите, губейки гостуването си на „Оборище (Панагюрище)“. В крайна сметка се стига до бараж с „Монтана“. Мачът се играе на 3 юни 2017 г. на стадион „Локомотив“ в Пловдив. „Септември“ печели с 2:1 и след прекъсване от 19 години заиграва отново при майсторите.
След края на сезона на треньорския пост е назначен човек с про лиценз за Първа лига – Димитър Васев. „Септември“ запазва ядрото на отбора, задържайки играчи, като вратаря Галев, Галчев, Богомил Дяков и Янко Сандански, и се подсилва с хора с опит в елита, като Бранеков, Романов, Даниел Георгиев и Мартин Тошев.
През сезон 2018/19 г. „Септември“ завършва на 12-о място в крайното класиране и след загубен от отбора на Арда (Кърджали) бараж отпада във Втора професионална дивизия.

## Емблема
В началото след основаването на фланелките на играчите липсва изобразена емблема, както и на повечето български отбори от онези времена. През 1950-те години „Септември“ използва най-напред само пришита буква „с“ без други елементи, като цветът ѝ варира от бял до червен, а и черен според нуждата от контраст с основния цвят на фланелата.
Основната емблема на „Септември“, използвана и в наши дни, се появява на клубните екипи през 1958 година. Тя представлява ромб, пресечен диагонално от дясно наляво. Лявата (горна) част е запълнена със син фон, а дясната – в червен. В центъра е изписана голяма бяла буква „с“. След 1988 г. към нея е добавено стилизирано изображение на футболна топка, символизиращо футболния профил на клуба. В друг вариант на емблемата, използвана в годините на системата на ДСО, тя представя златиста буква „с“ на светлосин фон, вписана в ромб, този път пресечен от ляво надясно с дъга и червена звезда в горния ляв край.
През годините цветовите нюанси в емблемата на „Септември“ варират – от светлосиньо и виненочервено до тъмносиньо и червено. В последния си вариант цветовете се доближават до използваните през 1950-те и 1960-те години.
- след 1944 – до 1952 г.
- след 1957 – до 1988 г.
- след 1959 г.
- след 1988 г.

## Химн
Химн на ФК „Септември“
текст: М. Иванов
аранжимент и изпълнение: Й. Христова, 1993
Футболът – игра любима, ни събира пак,
капитанът на „Септември“ за шоу дава знак.
'Щото химна на отбора пеем до един
ние сме великолепни и ще победим.
Припев: Дай, дай, дай, дай боже, дай,
всеки месец за „Септември“ да е май! (х2)
Хор: „Септември“, „Септември“, „Септември“!!!
„Септември“ бяха най-добрите за всички времена,
Боби Станков и Крум Милев, и Симолията.
А, Якимов и Никодимов – „Пантерата“ и „Котката“,
и до днес с Пальо Панов са царе на топката.
Припев: Дай, дай, дай, дай боже, дай,
всеки месец за „Септември“ да е май! (х2)
Хор: „Септември“, „Септември“, „Септември“!!!
Припев: Дай, дай, дай, дай боже, дай,
всеки месец за „Септември“ да е май! (х7)

## Предишни наименования
- Септември (5 ноември 1944 – 26 март 1945) – след сливането на „Спортклуб“, „Сокол“ и „Възраждане“.
- Септември (25 март 1945 – май 1948) – след обединение с Ботев, Устреч, Победа и Свобода.
- Септември при ЦДВ (май 1948 – 1949) – след обединение с Централен дом на войската.
- Септември (1949 – 1968)
- ЦСКА „Септемврийско знаме“ (1968 – 1988) – след обединение с ЦСКА „Червено знаме“.
- Септември (1988 – )

## Екипи

### История на екипите
През годините „Септември“ използва различни форми за своите екипи (съотв. фланели, гащета, чорапи). Приведен е непълен списък само на домакинските екипи на първия тим на „Септември“ след 1944 г. Не са отразени екипите за гостуване, както и тези на ДЮШ, които варират в много големи параметри през различните периоди, като невинаги екипите на детско-юношеските отбори са отговаряли като дизайн и цветове на тези, използвани от мъжкия отбор. Много често различните варианти са се повтаряли или застъпвали при редуването си през сезоните. Има случаи на използване на няколко домакински екипа за сезон, а също и на използване на екип само в един сезон.
| от 1944 | от 1944 | от 1947 | от 1952 | от 1958 | от 1959 | от 1960 | от 1962 | от 1964 |

| от 1990 | от 1993 | от 1994 | от 1995 | от 2001 | от 2007 | от 2008 | от 2010 | от 2010/11 |

| от 2011/12 | от 2013 | от 2014 | от 2015 | от 2016 | от 2017 |

- Заблежка: Възможни са известни разминавания в дизайна и цветовите нюанси на екипите. Дадени са годините на първа поява на съответния екип.

### Производител на екипите
| Период      | Производител на екипите | Спонсор на екипите |
| ----------- | ----------------------- | ------------------ |
| 1990–       | Adidas                  | Canel              |
| 1995–       | Puma                    | Canel              |
| 1997–       | Puma                    | Бингбул            |
| 1999–       | Reusch                  | Бингбул            |
| 2001 – 2009 | няма данни              | –                  |
| 2010–       | Mitre                   | –                  |
| 2011–       | Givova                  | –                  |
| 2013–       | Sportika                | –                  |
| 2015 – 2017 | Joma                    | –                  |
| 2017–       | Uhlsport                | Efbet              |

## Бази

### Стадион
След основаването си „Септември“ използва главно базата на своя исторически предшественик – „Спортклуб“ в днешния квартал „Зона Б-5“, както и старите игрища на „Устрем“ (до гара „Захарна фабрика“) и „Победа“ (до I САГБАЛ „Св. София“ в кв. „Разсадника“). Стадион „Спортклуб“ съществува до 2015 г., когато на негово място е построен най-големият спортен комплекс на открито в България от „Спортна София 2000" Архив на оригинала от 2015-05-18 в Wayback Machine..
През 1952 – 53 година е построено игрище „Септември“ в кв. Разсадника до днешното 57 СУ, което се ползва основно до 1958 г. През май 1958 г., с организирането на голям спортен празник, е открит ст. „Септември“ до жп линията в Красна поляна с капацитет от 25 000 места, който остава официален стадион на клуба близо 40 години. Поради липсата на поддръжка и запускането му след 2000 година той не може да бъде лицензиран за мачове в професионалния футбол. „Септември“ играе там до влизането си в А група (1998/99), но след това се налага да плаща наем на различни стадиони, сред които „Академик“ и „В. Левски“. Отборите от школата са принудени да обикалят за мачовете си футболните терени около София (Требич). Споровете около собствеността на земята не позволяват на клуба да направи нужните ремонти в базата.
През 2007 е открито игрище с изкуствена трева на 57-о Спортно училище, собственост на Община София, което „Септември“ започва да използва за провеждането на мачовете си във В група и СРГ-Юг от 2007 до 2015 г. То е с официални размери, по стандартите на ФИФА, но не разполага с трибуни за зрители.
След смяната на собствеността в „Септември“ през лятото на 2015 г. започва реновация на старото игрище от 1953 г. Ремонтът на базата е завършен през пролетта на 2016 година, като тя разполага с един голям основен терен, 2 помощни игрища с осветление, трибуни, нова административна сграда и магазин. Там се играят официалните срещи на дублиращия отбор и ДЮШ на „септемврийци“.
От юни 2015 г. представителният отбор на клуба провежда домакинствата си на затревения ст. „Драгалевци“, който през 2016 г. е лицензиран от БФС за мачове в професионалния футбол. Стадионът разполага с 1500 седящи места, ВИП зона с ложа и отделен сектор за гости.
През 2017 г., след завръщането на „Септември“ в Първа професионална лига са заявени и намеренията на собствениците да изградят нов 5-хиляден стадион на мястото на запуснатото старото съоръжение в кв. „Красна поляна“. Новият стадион ще следва модела на „Арена Созопол“ и ще може да приема срещи от елитната дивизия, тъй като ст. „Драгалевци“ не покрива изискванията за това ниво. Предвидено е до завършването му клубът да домакинства отначало на ст. „В. Левски“, както и при предишното си участие в А група.

### Тренировъчна база
През юли 2016 г. е открита нова тренировъчна база на „Септември“, намираща се в с. Герман, предоставяща 2 тревни терена за школата и първия отбор на клуба. Освен за тренировки тя е подходяща и за провеждането на мачове от елитните юношески групи, както и за контролни срещи. Първият мач, изигран там на 30 юли 2016 г., е предсезонната контрола между „Септември“ Сф и „Септември“ (Симитли), завършила с победа 5:0 за домакините.

## Успехи
Първа лига
- Най-добро класиране: 5 място – 1959/60

Втора лига
- 1 място (3 пъти) – 1956, 1958/59, 1997/98
- 2 място (6 пъти) – 1955, 1962/63, 1964/65, 1965/66, 2016/17, 2023/24

Трета лига
- 1 място – 1992/93
- 2 място – 2002/03

Областна АФГ
- 1 място (5 пъти) – 1952, 1989/90, 1990/91, 2008/09, 2009/10

Купа на България
- Носител – 1960

Купа на Аматьорската футболна лига
- Полуфиналист – 2016

## Последните 10 сезона
| Сезон   | Група                               | Място | М  | П  | Р  | З  | Г.Р.  | Т  | Купа на България       |
| ------- | ----------------------------------- | ----- | -- | -- | -- | -- | ----- | -- | ---------------------- |
| 2006/07 | Югозападна В АФГ (III)              | 8     | 38 | 17 | 6  | 15 | 61:42 | 57 | не участва             |
| 2007/08 | Югозападна В АФГ (III)1             | 20    | 38 | 5  | 2  | 31 | 32:96 | 17 | не участва             |
| 2008/09 | ОФГ София (Столица) – Юг (IV)       | 1     | 16 | 13 | 1  | 2  | 50:12 | 40 | не участва             |
| 2009/10 | ОФГ София (Столица) – Юг (IV)       | 1     | 20 | 16 | 0  | 4  | 87:20 | 48 | не участва             |
| 2010/11 | Югозападна В АФГ (III)              | 8     | 38 | 15 | 11 | 12 | 59:54 | 56 | не участва             |
| 2011/12 | Югозападна В АФГ (III)              | 13    | 36 | 12 | 8  | 16 | 38:49 | 44 | не участва             |
| 2012/13 | Югозападна В АФГ (III)              | 14    | 30 | 6  | 7  | 17 | 27:60 | 25 | не участва             |
| 2013/14 | Югозападна В АФГ (III)2             | 16    | 30 | 2  | 0  | 28 | 9:93  | 3  | не участва             |
| 2014/15 | Софийска регионална група – Юг (IV) | 4     | 19 | 13 | 1  | 5  | 64:21 | 40 | не участва             |
| 2015/16 | Югозападна В АФГ (III)              | 8     | 32 | 13 | 3  | 16 | 67:62 | 42 | III пр. кр., София–ст. |
| 2016/17 | Втора професионална лига (II)       | 2     | 30 | 17 | 8  | 5  | 52:26 | 59 | 1/8 финал              |

1 Отборът е изваден административно от групата, след като напуска терена по време на срещата с „Банско 1951“ в XXIII кръг. Активът му до този момент е зачетен, а на съперниците му в оставащите 15 кръга се присъждат служебни победи с 3:0.
2 Поради неявяване на „Септември“, без уважителни причини, за мача му от ХХ кръг срещу „Беласица“ (Петрич), от актива му са отнети 3 точки. Впоследствие клубът е изваден от групата, след като преди ХХI кръг депозира отказ от по-нататъшно участие в първенството. Активът му до този момент е зачетен, а на съперниците му в останалите 9 кръга се присъждат служебни победи с 3:0.

## Състав
Към 11 август 2025 г.

### Известни футболисти
| - Трендафил Станков – Тренди - Нако Чакмаков - Манол Манолов – Симолията - Димитър Якимов - Павел Панов - Александър Василев – Чоко - Димитър Миланов - Аспарух Никодимов - Серги Йоцов - Божидар Искренов – Гибона | - Георги Йорданов – Ламята - Антони Здравков - Иван Топалов - Троян Радулов - Петър Малинов - Юри Николов - Борислав Дичев - Илия Илиев - Валери Божинов - Яя Меледже |

## Постижения на футболисти
| № | Име                | Държава | Мачове |
| - | ------------------ | ------- | ------ |
| 1 | Асен Чандъров      |         | 74     |
| 2 | Борис Галчев       |         | 65     |
| 3 | Димитър Шейтанов   |         | 57     |
| 4 | Янко Георгиев      |         | 51     |
| 5 | Крис Гади          |         | 49     |
| 5 | Иван Тилев         |         | 49     |
| 7 | Димитър Костадинов |         | 47     |
| 8 | Георги Стоичков    |         | 46     |
| 8 | Найден Бонев       |         | 46     |
| 8 | Петър Аргиров      |         | 46     |

| № | Име                | Държава | Голове |
| - | ------------------ | ------- | ------ |
| 1 | Цветан Милев       |         | 22     |
| 2 | Борис Галчев       |         | 14     |
| 3 | Крис Гади          |         | 12     |
| 4 | Мартин Тошев       |         | 11     |
| 5 | Димитър Якимов     |         | 10     |
| 6 | Асен Чандъров      |         | 8      |
| 6 | Борислав Рупанов   |         | 8      |
| 8 | Чавдар Атанасов    |         | 7      |
| 9 | Кристофър Мандянгу |         | 6      |
| 9 | Атанас Кабов       |         | 6      |

- Данните са до 20 юли 2017

## Детско-юношеска школа
Детско-юношеската школа на ПФК „Септември“ (София) е организация в структурата на ПФК „Септември“ (София), която се занимава с подбора и развитието на млади таланти за попълване на мъжкия отбор на клуба. След 2015 година школата разполага със 17 отбора в 8 възрасти (включващи и сателитните „Ботев 57“ и „Олимпиец“), като обхваща над 500 деца. Това я прави една от най-големите академии за таланти в България. След закупуването на „Септември“ от „ДИТ Груп“ през 2015 година, към „Септември“ се присъединява и отбора на „ДИТ Спорт“, като двете школи са обединени под едно ръководство и наброяват общо 900 деца.
За официални срещи и тренировки отборите от школата използват стадион „Септември“ – база 57 СУ, в кв. „Разсадника“. През годините клубът става особено популярен с развитата си школа, която дава множество футболисти както за елитните клубове, така и за националния отбор на България. В периода 1958 – 1969 г. ДЮШ печели 11 национални титли в различните възрасти. След 1988 година отново на няколко пъти юношеските отбори печелят национални титли. От 2015 година „Септември“ има отново отбори в елитните юношески дивизии до 17 и 19 г., а от 2016/17 и в групата до 15-годишна възраст. Състезатели от клуба получават редовно и покани за националните отбори в съответните възрасти.
През юни 2016 г. ДЮШ на „Септември“ получава национално признание, след като е включена от Министерството на младежта и спорта сред 12 най-добри български футболни школи, за които са отделени 1 млн. лева държавна помощ по Програма за развитие на детско-юношеския футбол, реализирана с проект на Българския футболен съюз. Средствата са отпуснати за провеждане на тренировъчни лагери и закупуване на топки за тимовете до 15, 17 и 19 години, участващи в елитните дивизии.